# Стрибки у воду на Чемпіонаті світу з водних видів спорту 2023 — трамплін, 1 метр (чоловіки)
Змагання зі стрибків у воду з метрового трампліна серед чоловіків на Чемпіонаті світу з водних видів спорту 2023 відбудуться 14 та 16 липня 2023 року.

## Результати
Попередній раунд відбувся 14 липня о 15:00 за місцевим часом.
Зеленим позначено фіналістів
| Місце | Стрибун                     | Країна                   | Попередній раунд | Попередній раунд | Фінал            | Фінал            |
| Місце | Стрибун                     | Країна                   | Очки             | Місце            | Очки             | Місце            |
| ----- | --------------------------- | ------------------------ | ---------------- | ---------------- | ---------------- | ---------------- |
| 1     | Пен Яньфен                  | Китай                    | 403.75           | 1                | 440.45           | 1                |
| 2     | Осмар Олвера Ібарра         | Мексика                  | 395.85           | 2                | 428.85           | 2                |
| 3     | Чжен Цзююань                | Китай                    | 371.65           | 5                | 418.30           | 3                |
| 4     | Хуан Селая                  | Мексика                  | 362.30           | 10               | 406.25           | 4                |
| 5     | Лі Шисінь                   | Австралія                | 374.50           | 4                | 400.55           | 5                |
| 6     | Моріц Вейсманн              | Німеччина                | 364.45           | 7                | 388.55           | 6                |
| 7     | У Ха Рам                    | Південна Корея           | 362.65           | 9                | 385.50           | 7                |
| 8     | Джордан Гаулден             | Велика Британія          | 374.90           | 3                | 382.90           | 8                |
| 9     | Джек Ріян                   | США                      | 363.75           | 8                | 376.35           | 9                |
| 10    | Жуль Бує                    | Франція                  | 361.50           | 11               | 374.15           | 10               |
| 11    | Данило Коновалов            | Україна                  | 360.25           | 12               | 354.15           | 11               |
| 12    | Джонатан Суков              | Швейцарія                | 369.00           | 6                | 349.40           | 12               |
| 13    | Ліл Йост                    | США                      | 355.05           | 13               | Завершили виступ | Завершили виступ |
| 14    | Джованні Точчі              | Італія                   | 354.00           | 14               | Завершили виступ | Завершили виступ |
| 15    | Джонатан Рувалькаба         | Домініканська Республіка | 353.85           | 15               | Завершили виступ | Завершили виступ |
| 16    | Каспер Лесяк                | Польща                   | 353.85           | 16               | Завершили виступ | Завершили виступ |
| 17    | Джейк Пассмор               | Ірландія                 | 344.60           | 17               | Завершили виступ | Завершили виступ |
| 18    | Лоренцо Марсалья            | Італія                   | 340.70           | 18               | Завершили виступ | Завершили виступ |
| 19    | Даріюш Лотфі                | Австрія                  | 327.15           | 19               | Завершили виступ | Завершили виступ |
| 20    | Луїс Урібе                  | Колумбія                 | 327.10           | 20               | Завершили виступ | Завершили виступ |
| 21    | Алексі Жандар               | Франція                  | 322.70           | 21               | Завершили виступ | Завершили виступ |
| 22    | Йона Найт-Віздом            | Ямайка                   | 319.20           | 22               | Завершили виступ | Завершили виступ |
| 23    | Даніель Рестрепо            | Колумбія                 | 318.35           | 23               | Завершили виступ | Завершили виступ |
| 24    | Карлос Ескалона             | Куба                     | 316.30           | 24               | Завершили виступ | Завершили виступ |
| 25    | Анджей Жешутек              | Польща                   | 316.05           | 25               | Завершили виступ | Завершили виступ |
| 26    | Хесус Лірансо               | Перу                     | 313.50           | 26               | Завершили виступ | Завершили виступ |
| 27    | Рафаел Фугаса               | Бразилія                 | 311.35           | 27               | Завершили виступ | Завершили виступ |
| 29    | Адріан Абадія               | Іспанія                  | 311.15           | 29               | Завершили виступ | Завершили виступ |
| 28    | Бріден Хаттьє               | Канада                   | 311.30           | 28               | Завершили виступ | Завершили виступ |
| 30    | Александр Лубе              | Німеччина                | 309.70           | 30               | Завершили виступ | Завершили виступ |
| 31    | Рікуто Тамаї                | Японія                   | 298.60           | 31               | Завершили виступ | Завершили виступ |
| 32    | Ніколай Шаллер              | Австрія                  | 297.00           | 32               | Завершили виступ | Завершили виступ |
| 33    | Мартінас Лісаускас          | Литва                    | 295.10           | 33               | Завершили виступ | Завершили виступ |
| 34    | Аввір Там                   | Сінгапур                 | 291.65           | 34               | Завершили виступ | Завершили виступ |
| 35    | Еліас Петерсен              | Швеція                   | 291.20           | 35               | Завершили виступ | Завершили виступ |
| 36    | Хесус Едуардо Гонсалес Реєс | Венесуела                | 290.50           | 36               | Завершили виступ | Завершили виступ |
| 37    | Франдіель Гомес             | Домініканська Республіка | 289.60           | 37               | Завершили виступ | Завершили виступ |
| 38    | Давід Ледінський            | Хорватія                 | 288.55           | 38               | Завершили виступ | Завершили виступ |
| 39    | Мохамед Фарук               | Єгипет                   | 287.70           | 39               | Завершили виступ | Завершили виступ |
| 40    | Рафаель Макс                | Бразилія                 | 285.65           | 40               | Завершили виступ | Завершили виступ |
| 41    | Донато Неглія               | Чилі                     | 283.85           | 41               | Завершили виступ | Завершили виступ |
| 42    | Давід Екдаль                | Швеція                   | 282.20           | 42               | Завершили виступ | Завершили виступ |
| 43    | Ісак Борсліен               | Норвегія                 | 280.45           | 43               | Завершили виступ | Завершили виступ |
| 44    | Альберто Аревало            | Іспанія                  | 279.00           | 44               | Завершили виступ | Завершили виступ |
| 46    | Александру Авасілое         | Румунія                  | 275.40           | 46               | Завершили виступ | Завершили виступ |
| 47    | Торніке Онікашвілі          | Грузія                   | 275.35           | 47               | Завершили виступ | Завершили виступ |
| 48    | Іраклі Саканделідзе         | Грузія                   | 263.10           | 48               | Завершили виступ | Завершили виступ |
| 49    | Матей Невесканін            | Хорватія                 | 257.55           | 49               | Завершили виступ | Завершили виступ |
| 51    | Аніс Джая Рурія             | Малайзія                 | 250.10           | 51               | Завершили виступ | Завершили виступ |
| 52    | Мохамед Ноаман              | Єгипет                   | 248.50           | 52               | Завершили виступ | Завершили виступ |
| 53    | Ґебріел Дайм                | Малайзія                 | 242.95           | 53               | Завершили виступ | Завершили виступ |
| 54    | Атанасіос Цірікос           | Греція                   | 240.75           | 54               | Завершили виступ | Завершили виступ |
| 55    | Юен Пік Їн Кертіс           | Гонконг                  | 237.05           | 55               | Завершили виступ | Завершили виступ |
| 56    | Лондон Сінг Гемам           | Індія                    | 235.65           | 56               | Завершили виступ | Завершили виступ |
| 57    | Адітьйо Ресту Путра         | Індонезія                | 232.80           | 57               | Завершили виступ | Завершили виступ |
| 60    | Маорі Померой-Фаррелл       | Фіджі                    | 224.00           | 60               | Завершили виступ | Завершили виступ |
| 61    | Стефанус Стінкамп           | ПАР                      | 219.30           | 61               | Завершили виступ | Завершили виступ |
| 62    | Себастьян Конецький         | Литва                    | 216.45           | 62               | Завершили виступ | Завершили виступ |
| 63    | Абдулрахман Аббас           | Кувейт                   | 201.80           | 63               | Завершили виступ | Завершили виступ |